# خاتيون

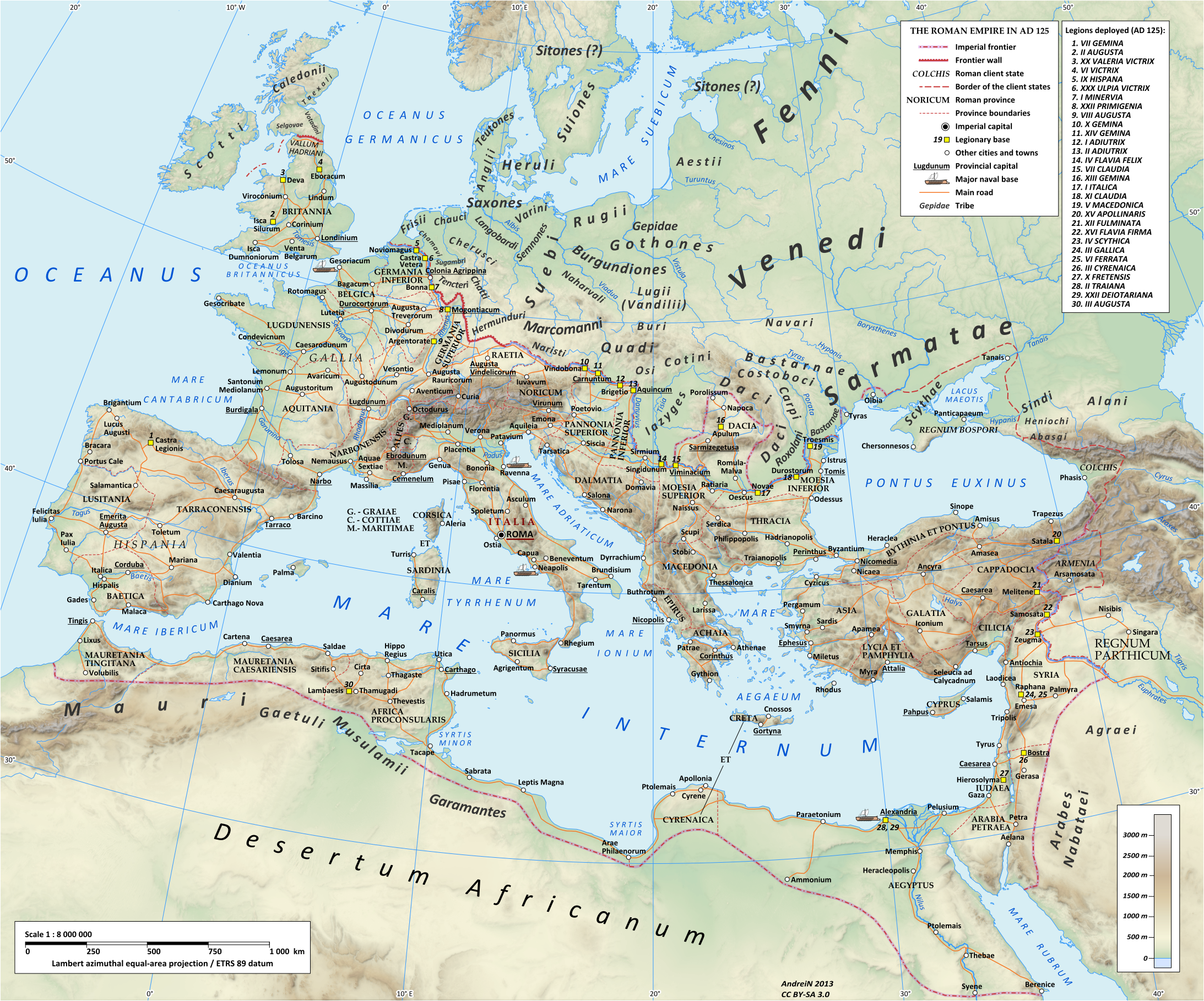

الخاتيون (بالألمانية: Chatten) تلفظ: [ˈxatən] هم أعضاء قبيلة جرمانية قديمة تمركزت في هسن بشمال وسط ألمانيا وفي جنوب سكسونيا السفلى. وفقاً لتاسيتوس هم ينتمون إلى قبيلة الباتافيين، طردوا بعيدا نتيجة نزاعات داخلية، وذهبوا للاستقرار عند مصب نهر الراين يحدهم ناحية الشمال الأوسيبيتيون والتنكتيريون.